# PARP16
PARP16‏ (Poly(ADP-ribose) polymerase family member 16) هوَ بروتين يُشَفر بواسطة جين PARP16 في الإنسان.